# Andrew Ellicott

Andrew Ellicot ( 24 de enero de 1754 - 28 de agosto de 1820) fue un agrimensor estadounidense que trabajó para cartografiar muchos de los territorios al oeste de los Montes Apalaches. Cartografió los límites del Distrito de Columbia continuando con el trabajo de Pierre L'Enfant en su trabajo para cartografiar Washington, D.C. Igualmente fue profesor de métodos de agrimensura de Meriwether Lewis. 

## Honores
En reconocimiento de su trabajo existe el Andrew Ellicott Park en el Condado de Arlington.
- Plaza Ellicott Circle
- Ellicott Street en el distrito de Columbia en su homenaje.[3][4]